# Nesopteris grandis
Nesopteris grandis là một loài dương xỉ trong họ Hymenophyllaceae. Loài này được Copel. Copel. mô tả khoa học đầu tiên năm 1938.